# Ingeniør Garins dødsstråle
Ingeniør Garins dødsstråle (russisk: Гиперболоид инженера Гарина, translit.: Giperboloid inzjenera Garina) er en sovjetisk science fiction-film i sort/hvid fra 1965 produceret af Gorkij Film Studio og instrueret af Aleksandr Gintsburg.
Filmen er baseret på Aleksej Tolstojs roman fra 1927 af samme navn.

## Handling
Filmen foregår i 1920'erne, hvor den russiske ingeniør Pjotr Garin skaber et våben med hidtil uset destruktiv kraft - en generator, der kan danne en kraftig varmestråle. Han beslutter sig for at bruge våbenet til at gennemføre sin idé – at blive verdens hersker. Jagten sættes ind på Garin og hans dødsstråle ...

## Medvirkende
- Jevgenij Jevstignejev som Pjotr Petrovitj Garin
- Vsevolod Safonov som Vasilij Sjelga
- Mikhail Astangov som Mr. Rolling
- Natalja Klimova som Zoja Montrose
- Vladimir Druzjnikov som Arthur Levy / Volsjin